# 아폴로니안 개스킷

아폴로니안 개스킷

아폴로니안 개스킷(영어: Apollonian gasket)이란 커다란 원 안에 접선의 형태로 원을 반복적으로 채워 넣은 그림을 말한다.
가장 크게 그린 개스킷으로는 모래 예술가 짐 데네반(Jim Denevan)이 미국의 네바다주의 ‘블랙 록 사막'에 그린 것이 있으며 지름이 약 4.8km에 이른다. 이것들은 지상에서 볼 수 없으며 항공기 등에 탑승해야 볼 수 있다.

## 같이 보기
- 시에르핀스키 삼각형